# 野口氏

家紋 丸に木瓜

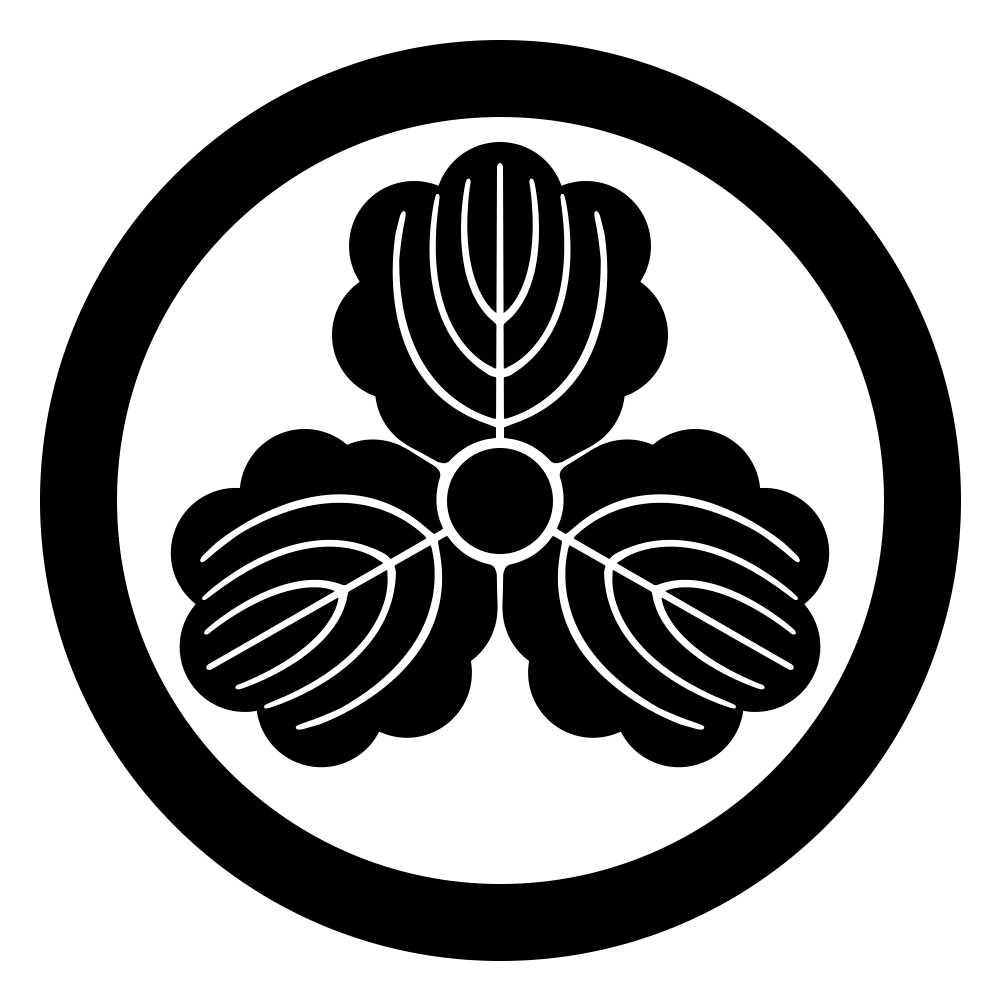
家紋 丸に三つ柏

家紋 丸に違い鷹の羽

家紋 丸に二つ引（源姓野口氏）

家紋 丸に三つ引（平姓野口氏）

野口氏（のぐちし）は、日本の氏族のひとつ。

## 野口氏とは
野口姓を名乗る氏族には複数の系統がある。
- 藤原秀郷流小山氏族。藤井宗朝を野口氏の祖とする。
- 常陸国那珂郡野口邑に起こる。藤原秀郷流の川辺大夫直の裔孫 野口氏を名乗る。那珂氏、川野辺氏と同族関係にある。
- 清和源氏佐竹氏族。常陸国那珂郡野口邑で起こる。
- 同じく常陸国に橘氏流の野口氏がある。下記参照。

## 常陸国の野口氏
常陸国に敏達天皇皇孫 葛城王、後の橘諸兄を祖とする橘氏の血をひく野口氏がある。
水戸藩郷士としても野口姓を有する家系が確認され、南朝方の武将 橘氏の末裔で楠木正季の10世、野口弥兵次勝親が康安3年(1650年)に郷士に取り立てられた、旧族郷士として遇されたという。また、水戸藩三代藩主 徳川綱條の代に野口市蔵が郷士として取り立てられるという。
この他、清和源氏佐竹氏の流れを汲む野口氏、藤原秀郷流の野口氏、桓武平氏流もある。家紋は橘姓野口氏が丸に橘、藤姓野口氏は丸に三つ柏、丸に三つ藤巴、丸に蔦、丸に木瓜、源姓野口氏が五三の桐、丸に違い鷹の羽、丸に立ち沢潟、丸に抱き沢潟、丸に二つ引、丸に四つ目、平姓野口氏が丸に三つ引を用いるという。

### 幕末維新期に活躍した野口氏
- 野口健司 水戸浪士。健二ともいう。神道無念流百合元昇三の門下とし、目録免許を受ける。新選組創設時からの隊士で同じ水戸出身の芹沢鴨派として行動する。文久3年(1863年)壬生の前川邸で切腹する[6]。
- 野口哲太郎 常陸国多賀郡磯原村の郷医 野口玄珠の子として生まれる。諱は正安。号は東溟。町田郷校守。安政5年(1858年)以来、国事に奔走し、万延元年(1860年)、玉造郷校を占拠するも、文久3年(1863年)3月、自首し、入獄中に病となる。帰宅後死去。享年31[7]。
- 野口清吉 常陸国の百姓。天狗党に加わり西上、慶応元年(1865年)2月19日、越前国敦賀で斬首[8]。